# Nokere Koerse 1994
La Nokere Koerse 1994, quarantanovesima edizione della corsa, si svolse il 16 marzo per un percorso con partenza ed arrivo a Nokere. Fu vinta dal belga Peter De Clercq della squadra Lotto davanti all'olandese Michel Cornelisse e all'altro belga Chris Peers.

## Ordine d'arrivo (Top 10)
| Pos. | Corridore            | Squadra                         | Tempo |
| ---- | -------------------- | ------------------------------- | ----- |
| 1    | Peter De Clercq      | Lotto                           |       |
| 2    | Michel Cornelisse    | TVM-Bison Kit                   |       |
| 3    | Chris Peers          | Collstrop-Willy Naessens        |       |
| 4    | Bart Heirewegh       | Trident-Schick                  |       |
| 5    | Ludo Dierckxsens     | Saxon-Selle Italia              |       |
| 6    | Herman Frison        | Lotto-Vetta-Caloi               |       |
| 7    | Frank Van Den Abeele | Lotto-Vetta-Caloi               |       |
| 8    | Jan Van Camp         | Palmans-Renault                 |       |
| 9    | Wim Feys             | Vlaanderen 2002-Merckx          |       |
| 10   | Willy Willems        | Zetelhallen-Vosschemie-Bioracer |       |